# Nikaia (najada)
Nikaia także Nicaea (gr. Νικαιη, Νικαια; łac. Nicaea) – w mitologii greckiej jedna z najad, nikeańska nimfa. Córka Sangariusa i Kybele. Miała córkę Telete z Dionizosem. 

## Opis
Nikaia, była nimfą źródła lub fontanny greckiej kolonii Nikaia w Bitynii, w północno-zachodniej Anatolii, lub nimfą jeziora Askanios. Była córką Kybele, frygijskiej bogini płodności i boga rzeki Sangariusa, syna Okeanosa i Tetydy. 
Zakochał się w niej pasterz Hymnus, ale nimfa nie odwzajemniała jego uczucia. Jako wyznawczyni kultu Artemidy, bogini łowów, zwierząt, lasów, gór i roślinności, pragnęła pozostać dziewicą i oddawała się pasji łowieckiej. Czując się prześladowana i osaczana przez Hymnusa zabiła go wypuszczając strzałę z łuku prosto w jego serce. Rozwścieczony Eros za sprawą strzały miłości nakłonił Dionizosa aby obdarzył nimfę uczuciem. Ten widząc, że jego zabiegi nie budzą w Nikaii wzajemności, podstępnie zamienił wodę w źródle w wino i gdy odurzona alkoholem zasnęła odebrał jej dziewictwo. Z tego związku narodziła się Telete. Dionizos nazwał na jej cześć miasto Nicea.      
Nikaia przyjaźniła się z nimfą Aurą, która również była łowczynią z orszaku Artemidy. Ją także podstępnie uwiódł Dionizos i spłodził z nią bliźniaków. Inna nimfa, Abarbarea, miała do niej żal za zabicie Hymnusa.  

## W kulturze
Historię Nikaii opisał Nonnos z Panopolis w eposie Dzieje Dionizosa.